# Морель, Диего
Диего Алехандро Морель Бехарано (исп. Diego Alejandro Morel Bejarano; родился 15 декабря 1993 года в Асунсьон, Парагвай) — парагвайский футболист, вратарь клуба «Либертад».

## Клубная карьера
Морель — воспитанник клуба «Либертад». В 2014 году для получения игровой практики он на правах аренды перешёл в «Рубио Нью». 9 марта 2014 года в матче против столичной «Олимпии» он дебютировал в парагвайской Примере. В 2015 году Диего вернулся в «Либертад». 19 апреля в поединке против «Спортиво Лукеньо» он дебютировал за родной клуб.

## Международная карьера
В начале 2013 года в Морель стал серебряным призёром молодёжного чемпионата Южной Америки в Аргентине. На турнире он сыграл в матчах против команд Аргентины, Боливии, Перу, Эквадора, Уругвая и дважды против Колумбии и Чили.
Летом того же года Диего принял участие в молодёжном чемпионате мира в Турции. На турнире он сыграл в матчах против команд Мали, Мексики, Греции и Ирака.

## Достижения
Парагвай (до 20)
- Молодёжный чемпионат Южной Америки — 2013